# Écueillé
Écueillé – miejscowość i gmina we Francji, w Regionie Centralnym, w departamencie Indre.
Według danych na rok 1990 gminę zamieszkiwało 1548 osób, a gęstość zaludnienia wynosiła 44 osoby/km² (wśród 1842 gmin Regionu Centralnego Écueillé plasuje się na 258. miejscu pod względem liczby ludności, natomiast pod względem powierzchni na miejscu 239.).